# Apamea orientalis
Apamea orientalis là một loài bướm đêm trong họ Noctuidae.